# Тультепек
Тультепек (исп. Tultepec)  —   город и муниципалитет в Мексике, входит в штат Мехико. Население — 110 145 человек.

### Взрывы фейерверков на рынке в Тультепеке
20 декабря 2016 года произошли взрывы фейерверков на рынке Сан Паблито в Тультепеке, на севере от Мехико. по крайней мере 42 человека умерли и десятки получили ранения.